# St. John River
Saint John River (franceză:Rivière Saint-Jean) este un fluviu cu o lungime de 673 km, la vărsare are un debit de 1130 m³/s. El este situat în nord-estul Americii de Nord. A nu se confunda cu St. Johns River din Florida.
Fluviul are izvorul în statul federal Maine, comitatul Somerset, din nord-estul Statelor Unite ale Americii. Saint John River. Curge spre nord traversează provincia canadiană New Brunswick, Munții Apalași și se varsă în golful Bay of Fundy situat în Oceanul Atlantic. Fluviul are o diferență de altitudine între izvor și vărsare de 360 m. Fluviul parțial (130 km) prin cursul lui, face graniță naturală între SUA și Canada. Saint John River are suprafața bazinului hidrografic de 55.200 km² fiind al doilea fluviu ca mărime de pe coasta de nord-est a Americii de Nord. Cursul său inferior este adecvat pentru navigație. La gura de vărsare în timpul fluxului care atinge 15 m înălțime, apa oceanului împinge rapid spre amonte apele fluviului, fenomenul fiind numit Reversing Fall Rapids. 

## Afluenți
Madawaska River, Tobique River, Nashwaak River, Salmon River, Canaan River, Kennebecasis River, Allagash River, Aroostook River, Oromocto River.

## Localități traversate
Saint John, Fredericton, Fort Kent, Edmundston, Grand Falls.